# HK Danmark
 Der er for få eller ingen kildehenvisninger i denne artikel, hvilket er et problem. Du kan hjælpe ved at angive troværdige kilder til de påstande, som fremføres i artiklen.

HK Danmark, tidligere Handels- og Kontorfunktionærernes Forbund, er et dansk fagforbund, der organiserer en række faggrupper inden for handel og kontor. Med sine 214.759 medlemmer (pr. 1. september 2023) er HK Danmarks næststørste fagforbund, kun overgået af 3F, der har 262.339 medlemmer (pr. marts 2023).
Formand er siden 2021 er Anja C. Jensen, der er HK's første kvindelige formand.
HK har siden fusionen mellem LO og FTF i 2019 været medlem af den nye centralorganisation, FH.

## Historie
HK blev stiftet i 1900 som Centralorganisationen af danske Handels- og Kontormedhjælperforeninger med programpunkter om lige løn for lige arbejde, højere lønninger og kortere arbejdstid. Dengang var der 700 medlemmer fordelt på 16 foreninger rundt i landet. I 1916 indgik forbundet sin første overenskomst. Det var med Vejle Brugsforening, hvor de ansatte med overenskomsten blev sikret en mindsteløn.
I 1932 blev forbundet medlem af LO, der dengang hed de De Samvirkende Fagforbund. I efterkrigsårene arbejdede HK aktivt for lørdagslukning i butikkerne. Det lykkedes dog ikke, men lukkeloven dikterer i mange årtier frem, hvornår butikker skal lukke om lørdagen. I 1948 lykkedes det at indgå en såkaldt landsoverenskomst med Dansk Arbejdsgiverforening. Den fornyes helt frem til 1997, hvor den opdeles i mindre brancheoverenskomster.
Medlemmerne strømmede til HK fra midten af 1970'erne. I 1975 havde HK således 155.000 medlemmer, et tal, der i 1999 var vokset til 360.000. Siden er det faldet. De primære medlemmer er i dag funktionærer i butikker, på kontorer i private virksomheder samt i centraladministrationen, regioner og kommuner. Laboranter, lægesekretærer, klinikassistenter, handelsrejsende, IT-ansatte, advokatsekretærer, merkonomer, administrationsbachelorer samt bachelorer i erhvervssprog hører også til blandt medlemmerne.
Siden 1998 har HK været organiseret i fire sektorer, HK/Handel og HK/Privat for de privatansatte samt HK/Kommunal og HK/Stat for de offentligt ansatte. Dertil kommer en række landsforeninger for bestemte faggrupper samt en a-kasse. Navnet ændres til HK i 2002. Året efter flyttede forbundet fra Hotel Europa-bygningen ved Langebro til Ny Tøjhusgrunden på Islands Brygge i et nyopført kontorhus, der er tegnet af Arkitema. Huset blev i 2012 solgt til PFA Pension for 515 millioner kroner.

### Medlemstal
I 2007 havde HK ca. 346.000 medlemmer, skriver Mandag Morgen.
I 2013 var medlemstallet 280.000 personer.
HK havde cirka 230.000 medlemmer (2020).
Antal medlemmer af HK Danmark omfatter 226.011 (pr. 1. januar 2021) ifølge hk.dk
Organisationen er opdelt i syv geografiske afdelinger:
- Nordjylland
- MidtVest
- Østjylland
- Sydjylland
- Sjælland
- Hovedstaden